# Протипотерии

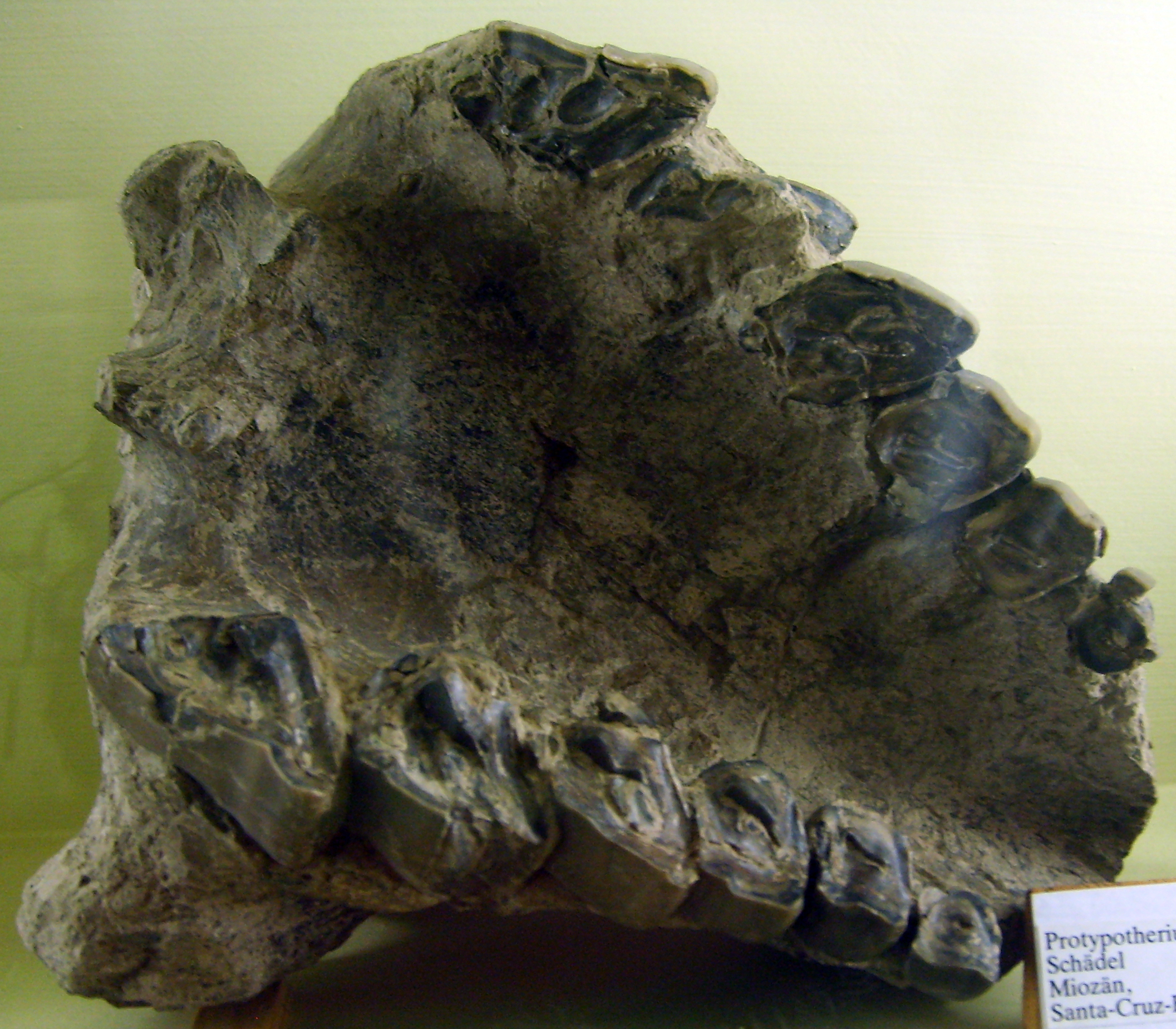
Череп Protypotherium leptocephalum в Музее природоведения, Берлин

Протипотерии (лат. Protypotherium) — род вымерших млекопитающих семейства Interatheriidae отряда нотоунгулятов, обитавших в Южной Америке в миоцене, генезис которых прослеживается до палеоцена.
По внешнему виду напоминали зайцев, по размеру несколько превышали их — средняя длина взрослого животного составляла около 40 см. Тело, лапы и хвост были относительно длинными, а шея — короткой. Череп напоминал крысиный, содержал 44 неспециализированных зуба.
Судя по форме когтей, протипотерии специализировались в рытье земли и, вероятно, захватывал норы других видов. Предполагается, что по образу жизни он был в основном растительноядным, однако не брезговал и падалью.

## Название
Protypotherium означает «до типотерия». В свою очередь, типотерий (Typotherium, в настоящее время мезотерий,  Mesotherium) означает «типовой зверь». Такое название было дано Огюстом Браваром (фр. Auguste Bravard, 1803-1861) из-за того, что типотерий является типовым родом своего семейства, и кроме того, послужил основанием для выделения отряда Typotheria (в настоящее время считается подотрядом).

## Виды
По данным сайта Fossilworks, род включает 12 вымерших видов:
- Protypotherium altum (Ameghino, 1891)
- Protypotherium antiquum Ameghino, 1882
- Protypotherium attenuatum Ameghino 1887
- Protypotherium australe (Moreno, 1882)
- Protypotherium claudum Ameghino, 1889
- Protypotherium compressidens Ameghino, 1891
- Protypotherium convexidens Ameghino, 1891
- Protypotherium distortum (Ameghino, 1891)
- Protypotherium diversidens Ameghino, 1891
- Protypotherium globosum Ameghino, 1891
- Protypotherium lineare Ameghino, 1894
- Protypotherium praerutilum Ameghino, 1887